# Kalendarium historii Grazu

Herb Grazu

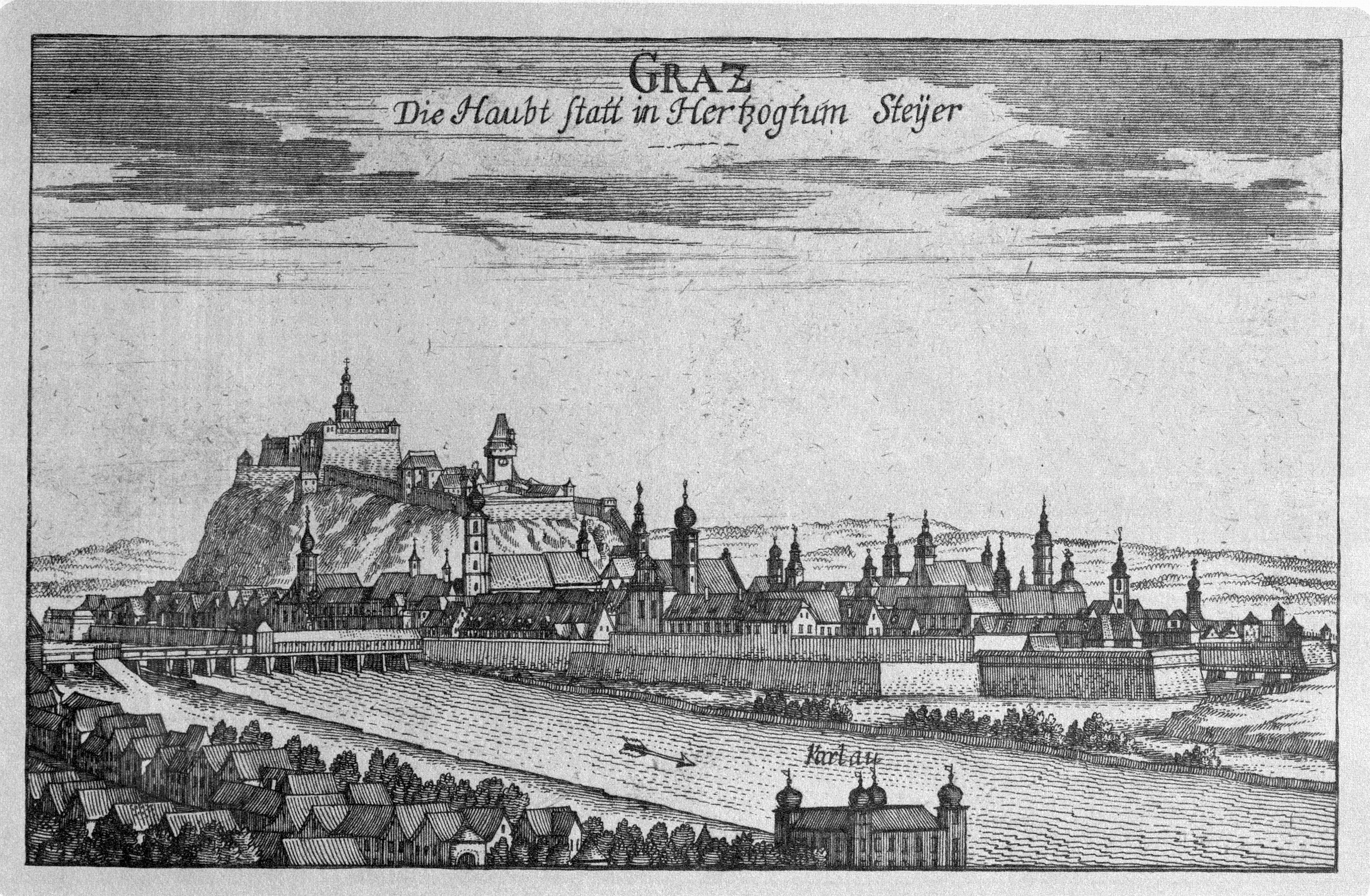
Graz w 1681 roku

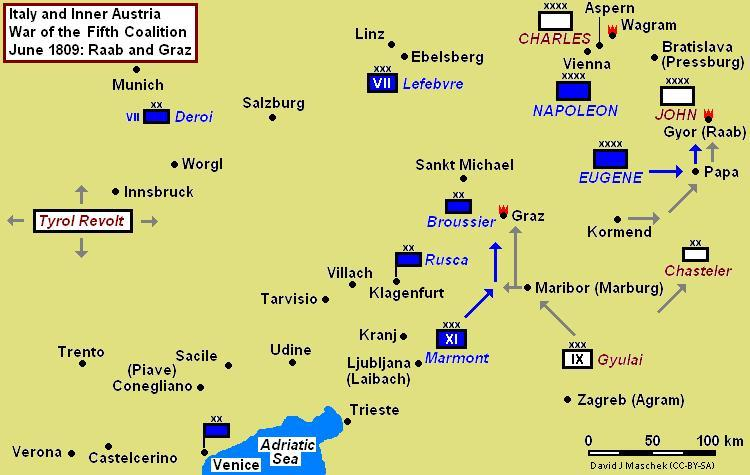
Sytuacja wojskowa w 1809 roku

Kalendarium historii Grazu – uporządkowany chronologicznie, począwszy od czasów najdawniejszych aż do współczesności, wykaz dat i wydarzeń z historii Grazu.

## Średniowiecze
- IX w. – pierwsza wzmianka o grodzie[1].
- 1128–1129 – prawdopodobny czas pierwszego wzmiankowania Grazu[2].
- 1240 – otrzymanie praw miejskich[2].
- 1282 – początek panowania Habsburgów[3].
- 1379 – miasto staje się siedzibą styryjskiej gałęzi Habsburgów[2][4].

## Nowożytność
- XV w. – budowa ratusza w stylu renesansowym[1].
- XV–XVI w. – budowa fortyfikacji miejskich[2].
- 1462 – ukończenie budowy katedry św. Idziego[5].
- ok. 1530 – pojawienie się w mieście protestantyzmu[2].
- 1559 – powstanie wieży zegarowej[2].
- 1585 – założenie uniwersytetu przez Karola Styryjskiego[6].
- 1619 – Graz traci status rezydencji Habsburgów na rzecz Wiednia[4].
- 1782 – zamknięcie Uniwersytetu w Grazu przez Józefa II Habsburga[6].
- 1786 – przeniesienie siedziby diecezji Grazu-Seckau do Grazu[7].
- 1797 – okupacja miasta przez żołnierzy francuskich[2].
- 1805 – ponowne zdobycie miasta przez Francuzów[2].
- 1809 – bitwa o Graz, zwycięstwo Francuzów. Miasto jest ponownie przez nich okupowane, a fortyfikacje zniszczone[2].
- 1823 – populacja miasta osiąga prawdopodobnie 40 tysięcy mieszkańców[8].
- 1827 – ponowne otwarcie uniwersytetu przez Franciszka II Habsburga[6].
- 1847 – otwarcie Graz Hauptbahnhof[2].

## XX wiek
- 1902 – narodziny klubu Grazer AK[9].
- 1914 – początek budowy lotniska[10].
- 1945–1955 – w czasie alianckiej okupacji Austrii, Graz zajmują Brytyjczycy.
- 1963 – otwarcie hali widowiskowo-sportowej Merkur Eisstadion[11].